# ただ
「ただ」は、大貫妙子の25枚目のシングル。2000年10月25日にEASTWORLD/東芝EMIから発売された。

## 概要
シングルのリリースとしては前作「ひまわり」以来およそ3年ぶりとなる。表題曲「ただ」は、松嶋菜々子が出演したマックスファクター ″フェイスシルクス″ のCMの為に書き下ろされた。同CMには1999年春に放送された「四季」（アルバム『ATTRACTION』収録）に続いての採用となった。大貫が作曲の依頼を受けた時には既に映像が出来上がっており、コンセプトは ″無防備″ とされていた。″一人の女性が男性に対して無防備になれるシチュエーションとは何か″をイメージして作ってほしいという難しい課題を与えられ、散々考えてこの歌詞になったという。
カップリング曲「太陽の人」はアルバム『ensemble』からのリカットで、NTT DoCoMo 関西 ″I-モード″ CMイメージ・ソングとして使用された。

### 批評
音楽情報サイトCDジャーナルの紹介ページでは、「1999年春に放送された「ななこなでしこ」のCFソングに続く第2弾。出演する松嶋奈々子の雰囲気にピッタリのしとやかなメロディが魅力的である。」と評されている。

## 収録曲
1. ただ（3:08）
作詞・作曲: 大貫妙子 / 編曲: フェビアン・レザ・パネ、小倉博和
2. 太陽の人（2:40）
作詞・作曲: 大貫妙子 / 編曲: Paco Cortes, Miguel Angel Cortes
3. ただ(オリジナルカラオケ)

## 参加ミュージシャン
ただ
- Acoustic Piano: フェビアン・レザ・パネ
- Acoustic Guitar: 小倉博和
- Oboe: 柴山洋[5]

太陽の人
- Guitars: Paco Cortes, Miguel Angel Cortes
- Bass: Carles Benavent
- Percussion: Tino di Geraldo

## 参考資料
- 大貫妙子『Library 〜Anthology 1973-2003〜』（ライナーノーツ）EASTWORLD/東芝EMI、2003年10月29日。TOCT-25187・8。